# 吉野敏明
吉野 敏明（よしの としあき、1967年〈昭和42年〉10月18日‐）は、日本の歯科医師、歯周病専門医、歯学博士。銀座エルディアクリニック院長。政治団体「日本誠真会」党首、元参政党共同代表。参政党では「ゴレンジャー」と呼ばれるメンバーの1人として知られていた。このほか、YouTuberとして情報発信を行い、著書を出版している。愛称は「よしりん」。
主な著書に『四毒抜きのすすめ 小麦・植物油・乳製品・甘いものが体を壊す』『医療という嘘：医療業界に潜む集金システムの全貌』『ガンになりたくなければコンビニ食をやめろ!』『ドクターと牧師の対話』などがある。

## 人物
歯周病専門医・指導医であり、自ら開発した発熱しない特殊なレーザーを用いた歯周病治療や、血液から幹細胞を採取して歯の再生を図る治療を行い「オリジナル治療法を考案し、歯周病治療に革命を起こした」と紹介された。また、自由診療を通じて、歯科領域にとどまらず、全身疾患や精神疾患など幅広い症状に対する診療も行っている。院長を務める「銀座エルディアクリニック」では、西洋医学・東洋医学・伝統医学・再生医療などを組み合わせた統合医療を提供している。同クリニックには複数の医師が在籍し、内科やがん治療なども診療科目に含まれている。なお、吉野は医師の資格は持たない。
1738年から続く鍼灸漢方医の家系に生まれ、11代目にあたる。曽祖父は鍼灸漢方医、祖父は薬剤師、父は歯科医である。家業を継ぐことを望まず航空保安大学校や防衛医科大学校などを受験したが、合格したのは歯科大学だった。

## 経歴
神奈川県横浜市出身。神奈川県立希望ケ丘高等学校を経て、1993年岡山大学歯学部卒業。東京医科歯科大学歯学部歯科保存学第二講座（歯周治療学）入局。
2006年、吉野歯科診療所 歯周病インプラントセンター開設。2008年10月、医療法人社団誠敬会を設立し、理事長に就任。
2010年3月、東京医科歯科大学より歯学博士号（乙第2231号）を得る。論文の題は「Long-term histologic analysis of bone tissue alteration and healing following Er:YAG laser irradiation compared to electrosurgery」、タイトル別名「電気メス手術と比較したEr:YAGレーザー照射後の骨組織の変化および治癒の長期組織学的観察」
2014年、吉野歯科診療所に内科部門を新設し、クリニックの名称を「誠敬会クリニック 内科・歯科」に変更。同年、精神科病院の医療法人十字会松見病院（現・やさか記念病院）理事長就任。2017年、医療法人桃花会一宮温泉病院理事長就任。同年、医療法人社団誠敬会 誠敬会クリニック銀座院長就任。
2021年12月、松田学、赤尾由美と共に参政党共同代表に就任。吉野を含む神谷宗幣、松田学、武田邦彦、赤尾由美の5人の主要メンバーは、「ゴレンジャー」と呼ばれて支持を集めた。5人のうち吉野、松田、武田、赤尾の4人は、神谷が運営するユーチューブに出演経験があり、神谷の誘いを受けて参政党に参加した。青林堂から『国民の眠りを覚ます「参政党」』（2022年2月、神谷宗幣:共著）、『参政党の吉野と赤尾が語るブレない生き方』（2022年3月、赤尾由美:共著）を刊行した。
2022年7月10日に行われた第26回参議院議員通常選挙に立候補したが、党内個人票4位で落選した。参院選後にボードメンバーを退任し、外部アドバイザーに就任した。
2022年8月1日、誠敬会クリニック銀座の院長を辞任。同年11月、医療法人社団郁栄会 銀座エルディアクリニックの院長に就任した。
2023年4月9日投開票の大阪府知事選に参政党公認候補として立候補したが、得票数4位（114,764票、得票率3.5%）で現職の吉村洋文に敗れた。
2023年11月19日に「理念が異なるため」として、参政党を離党した。
2024年10月17日、政治団体「日本誠真会」を立ち上げ、党首に就任した。2025年6月の東京都議会議員選挙では、妻の吉野純子が同団体の公認で港区から立候補したが、落選した。
2025年7月3日、公示された第27回参議院議員通常選挙では、選挙区の候補者10人に加え、比例区に吉野敏明と木原功仁哉の2名を記載した名簿を届け出た。7月20日の投開票の結果、吉野の個人票167,085票を含めて日本誠真会として333,263票を獲得したが、当選者はいなかった。

## 日本誠真会
日本誠真会（にっぽんせいしんかい）は、日本の政治団体。
2024年に設立。党首は歯科医師の吉野敏明。参政党を離党した吉野によって設立され、保守の立場を掲げる。
公職選挙法における略称は「誠真会」
2025年7月19日、田町駅前での街頭演説にて寄附金が1年かからず2億円を超えたことが発表された。

## 活動

### 医療活動
歯周病細菌検査のスペシャリストで、インプラント専門医としても知られており、治療技術についても評価が高い。また、歯科医師・歯学博士として活動する傍ら、代替医療にも取り組んでいる。クリニックでは「量子波動器メタトロン」などを使用したサービスを提供している。メタトロンは、ヘッドホン型のヘッドセットを頭に装着して人体の「周波数」を収集し、臓器や組織の状態を「量子物理学による波動計測」で分析するとされる装置である。「臓器や病気に固有の周波数や波動が存在する」という非科学的な理論に基づき、物理学用語を不適切に使用して説明されるこの装置は、科学的根拠が確認されておらず、専門家からは疑似科学的との批判がある。
歯科医師として下記の資格及び講師歴等がある。
- Asia-panpasific Clinical Laser Applications （環太平洋臨床レーザー医学会）President
- 歯周病専門医、日本歯周病学会指導医・評議員
- 元昭和大学歯学部兼任講師、元慶応義塾大学医学部非常勤講師、元東京医科歯科大学非常勤講師、元新潟大学非常勤講師

また、下記の医療系の団体に所属している。
- 日本歯周病学会、日本口腔外科学会、YNSA学会（山元式新頭針療法）、情報医療機器研究会

#### レーシングマウスピースの開発
オートバイレーサーの松下ヨシナリのレーシングマウスピースを開発し、ラップタイムを向上させた。また、吉野自身もオートバイのレース経験があり、バイク雑誌のコラムでは、医学と実践（レース経験）を融合し、「ステップ荷重」「顎の使い方」「視野・視覚機能」「身体の柔軟性」の4要素を軸に、コーナリング性能を高める総合的アプローチを提案している。

#### 旧統一教会との関係
2020年3月10日、旧統一教会系メディアの「世界日報」が運営する公式YouTubeチャンネルの動画「新型コロナウイルス対策はこれだ！ シオンテクノロジーで不活性化【パトリオットTV:077】」に出演した。この動画では、「新型コロナウイルスを波動で不活化するシオンテクノロジー」を紹介した。吉野は、「新型コロナは波動で打ち消して無力化できる」「新型コロナは波動で治る」と述べ、この波動技術について「アメリカの戦艦の汚水処理をその技術でやっている」と発言している。

#### 反ワクチン・マスク活動
「一般社団法人ワクチンハラスメント救済センター」の発起人の一人であり、反ワクチン関連の言説で知られ、各種スピーチではワクチンへの懐疑的見解を繰り返し述べている。
泉大津市の南出賢一市長が代表を務める「こどもコロナプラットフォーム」に、井上正康や参政党の神谷宗幣代表や武田邦彦らと参加した。2021年10月、厚生労働省に対して、子どものCOVID-19ワクチン接種勧奨中止を求める要望書を提出した。
「WeRise」というマスクやワクチンに反対する音楽ユニットHEAVENESEが開催するノーマスク集会に参加した。「WeRise宣言」を武田邦彦、吉野、大橋眞、矢作直樹、藤井聡、内海聡、井上正康で発表し、「新型コロナはメディアが作り出した怪物」「新型コロナは脅威ではない」「マスクは有害無益」「自粛は不要」などを主張した。他の参加者には、神谷宗幣、松田学、南出賢一泉大津市長、ロバート・ケネディ・ジュニア、大倉正之助などがいた。

### メディア活動と収益化
YouTubeやSNSを通じて積極的に情報発信を行う一方で、「YouTube等では本当の情報を届けきれない」「規制の一切入らない言論空間での情報の伝達が必要」として、月額5500円のオンラインサロンを運営している。無料YouTubeでは、「本当は怖いワクチン」などのタイトルで動画を配信し、「有料会員登録」を促している。会員制オンラインサロンでは「ワクチン接種による不妊化」や、「ワクチンは支配層による人類奴隷化計画の一部である」といった主張を展開している。

## 発言・主張

### 四毒抜き
小麦・植物油・乳製品・甘いものを四毒（よんどく）と呼び、これらが健康を害し日本人が古来から食べていた和食を推奨している。「飽食の時代を100才まで生きる知恵は四毒抜きにある」と女性セブンで紹介され、また、健康な人はユルい四毒抜きで控える程度でも良い。VOGUE JAPANでは砂糖について四毒の一つであると紹介されている。
食品添加物、農薬、化学肥料、除草剤、遺伝子組み換え食品を「五悪」と呼び、五悪を抜いたオーガニック食品よりも四毒を抜く方が健康への効果が大きいという立場を取っている。
2022年6月の街頭演説で、がんやてんかんの原因としてグルテンや糖類、人工甘味料、食品添加物などを挙げ、「（がん患者にとっては）甘いものは何もかもダメ」「スジャータを飲んでいたてんかんの子が、やめたら発作がなくなった」などと発言した。また、コンビニ食品や電子レンジ調理ががんの原因であると主張し、加工食品には廃棄すべき部位（死んだ豚や大腸など）が使われていると語った。さらに、がんの原因が国際金融資本や日米合同委員会による情報操作だと述べ、陰謀論的な主張も展開した。

#### 小麦に関する主張
小麦に含まれるグルテンが原因で、腫瘍壊死因子（TNF-α）ががん細胞ではなく正常な細胞を攻撃することがあり、グルテン不耐性であるテニス選手のノバク・ジョコビッチを例に挙げて、その危険性を指摘している。
また、『戦前の日本には存在しなかった』『日本人のがんや疾病増加の原因である』『ユダヤ国際金融資本が日本人を弱体化させるためにGHQ（連合国軍最高司令官総司令部）を通じて普及させた』などの主張を行っている。これらの主張に対しては、歴史的事実や医学的見地から多くの反論がなされているが、戦後の小麦の普及についてはアメリカの余剰小麦輸出政策によるという主張も依然存在している。

##### 小麦粉は戦前の日本には存在しなかったという主張
2022年、参院選前の街頭演説で「メロンパン1個食べて翌日死んだ人はたくさん見ています」と発言した。2024年2月27日、銀座数寄屋橋での街頭演説でこの発言について黒川敦彦から問われた際、報道は「切り取り」であり、実際は末期癌の患者が食事療法で身体の調子が良くなってきたため、患者が自分の判断で食事療法を途中で止めて衰弱し、その後大好きなメロンパンを食べたことによりさらに衰弱し亡くなったと回答している。
「日本人の毛髪をアメリカで検査すると、『あなたは水銀中毒です』と判断されることがあります。実際は、水銀中毒になっている日本人は、ほとんど存在しません。日本人が小麦を食べるというのは、白人が水銀中毒になるのと同じことです。小麦とはメリケン粉、つまりアメリカから来た粉ですから、戦前の日本には存在しませんでした。メリケン粉を食べるようになってから、日本人のがんが増えているわけです。小腸がんや大腸がんを患った人は例外なく大量に小麦を摂取しています」と発信した。
一方で吉野は、戦前も小麦は麺類として食べられており、現在のように一般化したのは戦後のGHQの占領政策によるものとも述べている。
- 実際には、日本でも弥生時代の中期頃には、水田耕作とともに麦類が畑作生産されていた[48][46][61]。小麦粉を原料とするうどん、そうめん、きしめんにあたる麺は、7世紀ごろ中国から伝えられたものである[61]。室町時代には小麦粉で作った皮で包んだ饅頭が中国から伝えられた[62]。同じく室町時代には小麦粉を原料とするカステラがポルトガル人から伝えられた[63]。1713年に出版された江戸時代の百科事典「和漢三才図会」の「小麦」の項には、「諸国みなこれあるも、讃州丸亀の産を上とする。」との記述がある[64]。メリケン粉という名称は、明治時代から大正時代にかけてよく使われていた言葉である[65]。明治時代や大正時代は戦前である（通常、戦前とは第二次世界大戦より前の時代をさす）[66]。日本人の水銀中毒の主な原因は魚介類の過剰摂取である[67]。また、日本人のがん増加の主な原因は寿命の伸びによるものである[46][47][68]。

##### がん・アレルギー・糖尿病の原因は小麦という主張
- 2022年12月、自民党の西田昌司議員は『「これを言ったら各業界に大打撃…でもハッキリしているがん・アレルギーの原因はなんと「小麦」にあった！」西田昌司×吉野敏明 参政対談 VOL.2』という動画を投稿した[69]。この動画の中で、吉野は「糖尿病は50年で50倍患者が増えているんです。がんは3.8倍」と述べ、その原因は小麦が中心の食生活にあると主張した[69]。
  - 一方、1970年に1億467万人だった人口は、2020年には1億2614万に増加している[70]。1970年には女性は74.66年、男性は69.31年だった日本人の平均寿命は、2020年には女性は87.71年、男性は81.56年まで延びている[71]。また、1983年に始まった老人保健法により、糖尿病の検査数そのものが大幅に増加した[72]。
- 2024年8月、西田は『「若者の自殺と病気大国になり果てた戦後の日本の没落は、偏差値教育中心の自分の頭で考えられる人材が生まれないと共に「食」による支配にあると思いますが？」西田昌司がズバッと答える一問一答【週刊西田】』という動画をYouTubeに投稿した[73]。西田は動画の中で「（吉野敏明は）グルテンフリー、小麦ばっかり食べさせられて、日本人の様々な体調が悪くなる原因を作っているというようなこともお話になっていますけれども、私も基本的に同じ意見なんですね」「アトピーが出てきたり、今まで日本人がならなかった病気、大腸がんなんかもそうでしょうけど、この胃腸系のまた免疫系の病気が出てきたのは米を食べるのをやめて、小麦、その小麦に対するアレルギーを日本人は先天的に持っているとお言われていますけれども、持ってない人はいいんですけれども、持ってる人の場合にはそういうものが原因で数々の病気を引き起こしているんじゃないか。これは吉野先生がおっしゃる通りですね」と述べた[73]。西田は吉野のクリニックに行ったことを話し、「（西田が病気になった理由について）それはもう完全に食生活から来ているもんだと。グルテンフリーをやった方がいいというので、グルテンフリー、植物油、そういうものをできるだけ取らないようにはし出しています」と述べた[73]。

#### スジャータめいらくグループのアイスに対する発言
2024年6月30日、吉野はX（旧ツイッター）に、スジャータめいらくグループのアイスクリーム（バニラ）の画像とともに「スジャータは、水と植物性油脂と界面活性剤で出来ています。コレに砂糖を入れて固めたのがアイスクリームDEATH!!」と事実と異なる投稿をした。
実際には、スジャータめいらくグループのアイスクリーム（バニラ）の原材料は「生乳、乳製品、砂糖、卵黄、バニラ香料」のみであり、吉野の言う「水と植物性油脂と界面活性剤（乳化剤）と砂糖」が含まれているのは同グループのコーヒーフレッシュの方である。また、アイスクリーム類の一種であるラクトアイスも同様の原材料が含まれている。
吉野の投稿を引用し「これ、大丈夫ですか？」と心配する第三者の投稿への返信として、2024年7月3日、スジャータめいらくグループの公式Xアカウントは「この度はご心配のメッセージをいただきありがとうございます。 投稿内容は事実とは異なりますので、現在、対応を検討中でございます。 今後ともスジャータめいらくグループをよろしくお願いいたします。」と投稿した。

### ペットフードおよび殺処分された犬や猫に対する発言
「殺処分されたペットはペットフードになっている」「人間の食品にも入っている場合がある」などと発言をしている。
- 2022年3月、神戸での街頭演説で「殺処分されたペットは、これはとても可哀想です。その後みなさんどうなってるか知ってますか。殺処分されたペットはペットフードになっているんですよ。そうなんですよ。年間30万頭近くの犬とか猫が殺処分されていますけれども、それはそのまま産業廃棄物として捨てなきゃいけないので何とかする、加工食品にします。それから我々の食品に入っている場合もあります。ポリペプチドとかポリアミノ酸等とかって書いてあるのは使われている可能性があるんですね。で、これ結局共食いなんですよ。犬を殺して犬の餌にするということは、匂いは犬っていうのは凄く敏感なので、かなり添加物で匂いを消さなきゃいけないんですね。それによって人間に許されている量の65倍くらいの食品添加物がペットフードには使われています。なので犬の死因の第一位は、猫もそうですけれども、癌です。42パーセントです。人間よりも遙かに癌の死亡率が高い。で、犬で一番多いのは睾丸の癌ですね。猫は上顎洞癌というのが一番多いんですけども説明ができない。なんでペットだけが癌になって、野生の猫、野良猫だってならないのかと。これはですね、もうずーっと繋がる話なんです。」と発言した[PR 14]。
- 1955年に厚生省公衆衛生局長は各都道府県知事・各政令指定市長にあてて「殺処分後の犬の死体の措置について」という通知を行なっており、通知の中で殺処分した犬の食用を禁じている[78]。自治体にもよるが、殺処分された動物は動物専用焼却炉で焼却処理を行った後、埋め立て処分場に埋め立てられているケースが多い[79]。
- 環境省によると、2021年度に殺処分された犬は約3000匹、猫は約1万1000匹で、合計約1万4000匹である[80]。一方、2007年度は犬が約10万匹、猫は約20万匹、合計約30万匹であり、吉野の「年間30万頭近くの犬とか猫が殺処分されています」という上記の発言は2007年度の統計に基づいている[81]。
- ペットフード安全法では、問題発生時に製品や原因を速やかに特定し、ペットの健康被害を未然に防止するため、ペットフードの名称、賞味期限、原材料名、原産国名、事業者名及び住所の5項目の表示を義務付けており、表示がないペットフードを販売することは禁止されている[82]。
- 野良犬や野良猫は癌にならないのに、ペットフードを食べているペットの犬や猫だけが癌になる、と吉野は主張しているが、一方で、演説があった2022年頃の時点で、飼い犬の平均寿命10～12年に対し、野良犬の平均寿命は2～3年、飼い猫の平均寿命14.3年に対し、野良猫の平均寿命は3～5年と言われており、野生の犬や猫は癌になる前に栄養失調や脱水や感染症や事故等で死亡しているという記事がある[83][84][85][86]。

### 保守の定義
保守の定義は国によっても異なるとして、日本の保守の定義は「伝統・文化・家族の価値を守る」こととし、次の4点について自身のyoutubeチャンネルにて解説し、現在は保守の定義がそれぞれ異なるため保守は結集出来ないと述べている。
- 歴史と伝統を守る（歴史的経験によって困難を解決）
- 家族を守る（平等より愛が優先）
- 調和によって社会を支配（修身・先祖に感謝、子孫を守る）
- 信仰心の拠り所（祭祀は宗教では決して無い）

## 政策

### 経済
自身の経済政策「ヨシノミクス」を提唱している。
- ヨシノミクス１は、食と健康の問題で、食育を推進し病気を予防することにより社会保障費を削減
- ヨシノミクス２は、ロストジェネレーションに対する支援
- ヨシノミクス３は、経済成長戦略で、不景気では消費税は廃止せず０%とする。

財源については国債で確保し、税は財源ではなく経済の安定装置であるとして、好景気では税率を上げ、また、国債の発行は、政府が国民に負債をしている状態で日本国の借金ではないとしている。

### 医療・福祉
- 2023年のアンケートで、「医療体制の強化に加え、オーガニックの食生活を推奨して免疫力を高めるなど、未病・予防対策を通じて府民の健康を守り、医療費の増大を抑制する」「ワクチンや薬のメリット・デメリットに関する情報を住民にきちんと伝え、副反応等の理解が適正に行われる発信を進める」と回答[87]。

### ジェンダー
- LGBT関連法の制定に反対[88]。
- 選択的夫婦別姓制度の導入に反対[89]。
- 同性婚制度の導入に反対[89]。
- 選挙で政党の女性候補者の割合を一定以上にするよう法律で定めることに反対[89]。
- 男性の育児休暇取得を雇用主に義務付けることに反対[89]。

### 外国人
- 移民あるいは外国人が土地を買うことに反対。
- スパイ防止法制定に賛成。
- セキュリティ･クリアランス制度にハニートラップ条項を追加。

### その他
- 食糧法（主要食糧の需給及び価格の安定に関する法律）を廃し食糧管理法を復活[PR 17]。
- フェイクニュースや偽情報への対策について、2022年のアンケートで「発信者への罰則や規制は慎重にすべき」と回答[89]。

## 受賞歴
- 2008年：第20回日本レーザー歯学会総会・学術大会　優秀研究発表賞　受賞。演題「骨組織に対するEr:YAG レーザー照射後の長期組織学的観察」

- 2010年：Osseointegration studyclub of Japan　最優秀発表賞　受賞
- 2013年：11th International symposium of periodontics and restorative dentistry poster session 2nd award　受賞

## 著書

### 単著
- 『再生治療で歯並びを治す』ディスカヴァー・トゥエンティワン、2009年、ISBN 978-4-88759-686-3
- 『デキるビジネスマンはなぜ歯がきれいか？』ディスカヴァー・トゥエンティワン、2013年、ISBN 978-4-7993-1334-3
- 『口元美人化計画』ディスカヴァー・トゥエンティワン、2014年、ISBN 978-4-7993-1481-4
- 『月刊吉野敏明 : 口腔と全身のかかわりからみた未来ある歯科治療(ひと月で読めて学習できる臨床手技のエッセンスBook)』デンタルダイヤモンド社、2015年、ISBN 978-4-88510-314-8
- 『健康でいたいなら10秒間 口を開けなさい：スマホやPCによる不調・病気に対処する』PHP研究所＜PHP新書＞、2017年、ISBN 978-4-569-83597-6
- 『僕はノリちゃんである』万代宝書房、2020年、ISBN 978-4910064253
- 『ガンになりたくなければコンビニ食をやめろ!』青林堂、2023年、ISBN 4792607361
- 『医療という嘘：医療業界に潜む集金システムの全貌』ビオ・マガジン、2023年、ISBN 4865881328
- 『国を癒す医師』青林堂、2024年、ISBN 4792607728
- 『四毒抜きのすすめ 小麦・植物油・乳製品・甘いものが体を壊す』徳間書店、2025年、ISBN 978-4198660383

### 共著
- 『細菌検査を用いた歯周治療のコンセプト リスクコントロールとしての抗菌療法』三辺正人他、医学情報社、2005年、ISBN 4-900807-91-5
- 『エンド・ペリオ病変の臨床 歯内－歯周複合病変 診断と治療のストラテジー』高橋慶壮他、医歯薬出版、2009年、ISBN 978-4-263-44289-0
- 『インプラント周囲炎を治療する エビデンスに基づく診断・治療とリスクコントロール』和泉雄一他、医学情報社、2010年、ISBN 978-4-903553-29-0
- 『フォトダイナミックセラピーを用いた“光殺菌”歯周治療入門 Photo Dentistryのエビデンスとコンセプト』吉野敏明他、医学情報社、2012年、ISBN 978-4903553429
- 『新しいエビデンスに基づく歯周基本治療のコンセプト フルマウスディスインフェクション・光殺菌・抗菌療法』吉野敏明他、医歯薬出版、2013年、ISBN 978-4-263-44379-8
- 『ペリオドンタルメディスンに基づいた抗菌療法の臨床』三辺正人他、医学情報社、2014年、ISBN 978-4-903553-49-8
- 『ドクタースタッフ「+患者」のインプラントメインテナンス』吉野敏明, 田中真喜、デンタルダイヤモンド社、2014年、ISBN 978-4885103049
- 『オーラルプロバイオティクスセラピー：いますぐ実践できる微生物療法』小島常信他、医学情報社、2016年、ISBN 978-4-903553-62-7
- 『本当に正しい医療が、終活を変える お金と病気で悩まない!』吉野敏明他、かざひの文庫、2016年、ISBN 978-4884698836
- 『量子波動器【メタトロン】のすべて：セルフチェック＆セルフヒーリング：未来医療はすでにここまで来た！』内海聡他、ヒカルランド、2017年、ISBN 9784864714976
- 『自分で治す! 顎関節症』藤原邦康:著, 吉野敏明:監修、洋泉社、2018年、ISBN 978-4800315526
- 『夫婦の断絶、親子の断絶、世代の断絶から蘇るための 「ドクターと牧師の対話」 ~コロナウィルス禍における、信仰者と医療者が道を拓く』石井希尚, 吉野敏明:著, 吉野純子:監修、万代宝書房、2021年、ISBN 978-4910064512
- 『あなたの赤ちゃんは、第7チャクラから降りてくる ~妊娠とチャクラとあなたの意識を医学で捉える』吉野敏明, 中野智彰, 田保まや:著, 吉野純子:編集、万代宝書房　2022年、ISBN 4910064621
- 『国民の眠りを覚ます「参政党」』吉野敏明, 神谷宗幣、青林堂、2022年、ISBN 4792607205
- 『参政党の吉野と赤尾が語るブレない生き方』吉野敏明, 赤尾由美、青林堂、2022年、ISBN 4792607221
- 『権威と権力を分けた、世界で最初で最も古くて文化の高い国、日本』吉野敏明, 武田邦彦、ヒカリスター出版、2022年、ISBN 4991240905
- 『ルネサンスvol.13　食がもたらす“病”～日本の食 安全神話崩壊～』吉野敏明他、ダイレクト出版株式会社、2023年、ISBN 978-4866221717
- 『維新政治の闇：身を切る改革は国を潰す』吉野敏明, 西田昌司、青林堂、2023年、ISBN 4792607507
- 『ガンになった原口一博が気付いたこと : 吉野敏明との対話』吉野敏明, 原口一博、青林堂、2024年3月、ISBN 4792607590

## DVD
- 『ステップアップ！歯科外科手術 基本編』2013年
- 『ステップアップ！歯科外科手術 基本編2「麻酔、切開・剥離、縫合」のテクニック』2013年
- 『ステップアップ！歯科外科手術 応用編1「インプラントオペの基本 上顎編」』2013年
- 『不死鳥クラブ 誠意と真実、そして敬いの医療常に最先端を目指す歯科医師の志』2014年
- 『超一流仕事術セミナー 逃げないぶれない、言い訳をしない』2015年
- 『勝ち組歯科医師育成のための経営戦略セミナー』2017年
- 『BANに負けるな 〜日本の医療と健康を考える〜』2022年

## メディア出演
- 『主治医が見つかる診療所』（テレビ東京）2008年6月16日放送・出演
- 『情報プレゼンター とくダネ！』（フジテレビ）2010年10月21日放送・出演
- 『ザ！鉄腕！DASH!!』「お口の臭い対策！！一番消臭効果があるのはどれだ！？」（日本テレビ）2012年4月22日放送
- 『かんさい情報ネットten. 』（読売テレビ）2014年5月16日放送
- 『Crown for the kitchen』（シンガポール国営放送）2014年5月17日放送
- 『水トク！』「バックエイジングSHOW 今夜限定 美の激変計画」（TBS）2015年9月9日出演
- 『よしニュー 〜よしッ！もっと分かったニュース！〜』（ひかりTVチャンネル4K）2016年3月 - 2017年3月
- 『アスクレピオスの杖』（TOKYO MX）2017年8月
- 『ワールドビジネスサテライト』医療特集「治る！最前線 第74回「虫歯」が蒸発！？ 最新治療」（テレビ東京）2017年8月23日放送・出演
- 『水前寺清子情報館』内コーナー「イキイキ健康館！」（BSフジ）2017年9月16日生出演
- 『緊急生放送！山田孝之の元気を送るテレビ』（テレビ東京）2017年10月6日放送・VTR出演
- 『ブラマヨ弾話室～ニッポン、どうかしてるぜ！』#125「水道事業の民営化」（BSフジ）2019年2月17日放送
- 『NHKラジオニュース』（NHKラジオ第1）2019年11月6日放送
- 『Newsおかえり』（朝日放送テレビ）2023年3月9日放送
- 『よんチャンTV』（MBSテレビ）2023年3月21日放送
- 『一流出会い旅』（BS11イレブン）2025年5月28日26:30放送予定だったが当日放送休止となり、代わりに「Healing Music hour」が放送された。なお、放送休止となった当番組はYouTubeチャンネル「吉野敏明チャンネル～日本の病を治す～」にて閲覧可能